# Ankafina-Tsarafidy
Ankafina-Tsarafidy – gmina wiejska (kaominina) na Madagaskarze, w regionie Haute Matsiatra, w dystrykcie Ambohimahasoa. W 2001 roku zamieszkana była przez 12 300 osób. Siedzibę administracyjną stanowi Ankafina-Tsarafidy. Jest jedną z 17 gmin wchodzących w skład dystryktu.

## Położenie
Gmina położona jest we wschodniej części regionu. Przed wprowadzeniem nowego podziału administracyjnego Madagaskaru w 2007 r. znajdowała się w prowincji Fianarantsoa.
Gmina położona jest w strefie czasowej UTC+03:00.

## Infrastruktura
Przez gminę przebiega drogi krajowa. Na jej obszarze funkcjonują m.in. szkoła pierwszego stopnia oraz szkoła drugiego stopnia pierwszego cyklu.

## Gospodarka
99,99% mieszkańców trudni się rolnictwem, 0,01% pracuje w usługach. Produktami o największym znaczeniu dla lokalnej gospodarki są ryż, bataty, fasola oraz kukurydza. W 2001 r. więcej niż 75% rolników stosowało przy uprawach nawozy mineralne. Pogłowie bydła liczyło 2212 sztuki, trzody chlewnej 3000.